# 제이슨 구드

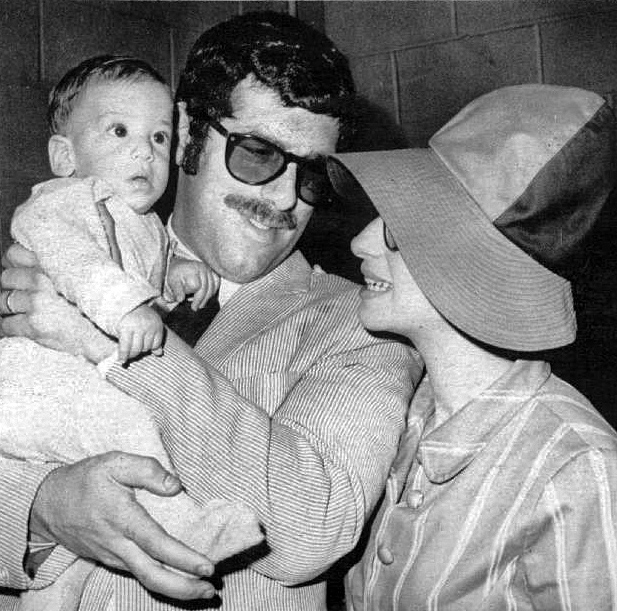

제이슨 구드(Jason Gould, 1966년 12월 29일 ~ )는 미국의 영화 프로듀서, 각본가, 작가, 영화배우, 연극 배우, 가수이다.

## 영화
- 섭터퓨지 (1996년)
- 사랑과 추억 (1991년) - 버나드 우드러프 역
- 할리우드의 출세기 (1989년)
- 모의 법정 (1989년)
- 금지된 사랑 (1989년) - 마이크 카메론 역